# 亚述沙杜尼
亚述沙杜尼（英語：Ashur-shaduni）（？—前1454年），古亚述时期的亚述国王（公元前1454年在位）在位约1年为亚述拉比一世推翻。
| 前任： 努尔-伊利 | 亚述国王 前1454年 | 繼任： 亚述拉比一世 |